# هم‌بالین (فیلم)
هم‌بالین (انگلیسی: The Concubine؛ کره‌ای: 후궁: 제왕의 첩) فیلم تاریخی اروتیک دلهره‌آور محصول سال ۲۰۱۲ کره جنوبی است. این فیلم در دوران چوسان واقع شده است و داستان هوا یون (چو یو جونگ) که برخلاف میلش به صیغه سلطنتی تبدیل می‌شود، کوان یو (کیم مین جون) مردی که میان عشق و انتقام سرگردان است و شاهزاده سونگ وون (کیم دونگ ووک) که با وجود اینکه زنان زیادی در دسترس او هست اما دلبستهٔ هوا یون است را روایت می‌کند. این سه شخصیت یک مثلث عشقی تشکیل می‌دهند.

## بازیگران
- چو یو جونگ در نقش شین هوا یون[۹]
- کیم دونگ ووک در نقش پادشاه / شاهزاده بزرگ سونگ وون[۱۰][۱۱][۱۲]
- کیم مین جون در نقش کوان یو / چونگ یونگ
- پارک جی یونگ در نقش ملکه مادر، مادر سونگ وون
- جو اون جی در نقش گوم اوک، خدمتکار هوا یون
- لی گیونگ یونگ در نقش سر خواجه کیم گه جو
- پارک چول مین در نقش پیل وون
- آن سوک هوان در نقش افسر شین ایک چول، پدر هوا یون[۱۳]
- جو گی وانگ در نقش معاون نخست‌وزیر یون جونگ هو
- اوه جی هه در نقش بانوی دربار پارک
- هونگ کیونگ یون در نقش بانوی دربار کیم
- پارک چونگ سون در نقش سونگ جون سوک
- پارک مین جونگ در نقش ملکه همسر
- کیم جا هیونگ در نقش گوم گون
- لی سوک گو در نقش گو وون ایک
- کوان بیونگ گیل در نقش یک خدمتکار
- چوی وو هیونگ در نقش معلمِ سونگ وون
- کیم سو یون در نقش خدمتکار قصر
- کیم وو جو در نقش سانگ وون
- سا گونگ جین در نقش مو بونگ